# نفط صخري
النفط الصخري هو زيت غير تقليدي ينتج من شظايا الصخر الزيتي بواسطة الانحلال الحراري أو الهدرجة أو التذويب الحراري. تعمل هذه العمليات على تحويل المادة العضوية داخل الصخر (الكيروجين) إلى نفط وغاز اصطناعي. يمكن استخدام الزيت الناتج على الفور كوقود أو ترقيته لتلبية مواصفات المواد الأولية للمصفاة عن طريق إضافة الهيدروجين وإزالة الشوائب مثل الكبريت والنيتروجين. يمكن استخدام المنتجات المكررة لنفس الأغراض مثل تلك المشتقة من النفط الخام.
يستخدم مصطلح «الزيت الصخري» أيضًا للنفط الخام المنتج من الصخر الزيتي من التكوينات الأخرى منخفضة النفاذية. ومع ذلك، للحد من خطر الخلط بين النفط الصخري المنتج من الصخر الزيتي والنفط الخام في الصخر الحامل للزيت، يفضل استخدام مصطلح «زيت محكم» بالنسبة للأخير. توصي وكالة الطاقة الدولية باستخدام مصطلح «النفط الخفيف المحكم» وتقرير موارد الطاقة العالمية لعام 2013 الصادر عن مجلس الطاقة العالمي يستخدم مصطلح «النفط المحكم» للنفط الخام في الصخر الحامل للنفط.

## التاريخ

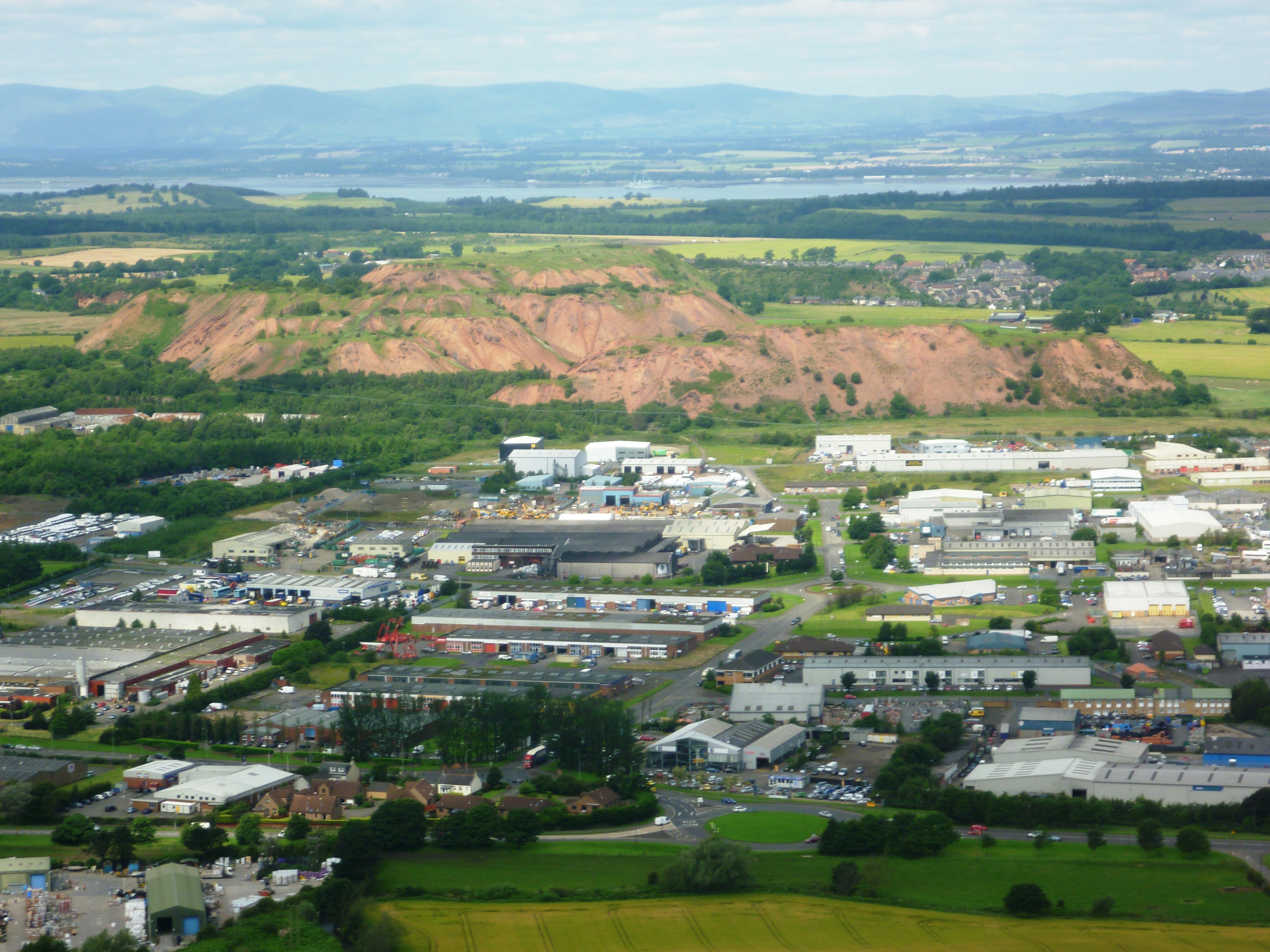
ثلاثة أكوام من الصخر الغربي في لوثيان ، دليل على صناعة زيت البارافين المبكرة في اسكتلندا في القرن التاسع عشر

كان الصخر الزيتي أحد المصادر الأولى للزيوت المعدنية التي يستخدمها البشر. في القرن العاشر، وصف الطبيب العربي ماسويه المارديني لأول مرة طريقة لاستخراج الزيت من «نوع من الصخر الزيتي». كما ورد أنه تم استخدامه في سويسرا والنمسا في أوائل القرن الرابع عشر. في عام 1596، كتب الطبيب الخاص لفريدريك الأول، دوق فورتمبرغ، خصائصه العلاجية. تم استخدام النفط الصخري لإضاءة شوارع مودينا بإيطاليا في مطلع القرن الثامن عشر. منح التاج البريطاني براءة اختراع في عام 1694 لثلاثة أشخاص «وجدوا طريقة لاستخراج كميات كبيرة من القار والقطران والزيت من نوع من الحجر». تم بيع المنتج المقطر في وقت لاحق باسم شركة النفط البريطانية بيتون، وقيل إنه «تمت تجربته من قبل أشخاص متنوعين مع فائدة كبيرة». تأسست صناعات استخراج النفط الصخري الحديثة في فرنسا خلال ثلاثينيات القرن التاسع عشر وفي اسكتلندا خلال أربعينيات القرن التاسع عشر. تم استخدام الزيت كوقود، وزيوت التشحيم وزيت المصباح؛ خلقت الثورة الصناعية طلبًا إضافيًا على الإضاءة. كان بمثابة بديل لزيت الحيتان النادر والمكلف بشكل متزايد.
خلال أواخر القرن التاسع عشر، تم بناء مصانع استخراج النفط الصخري في أستراليا والبرازيل والولايات المتحدة. أنتجت الصين وإستونيا ونيوزيلندا وجنوب إفريقيا وإسبانيا والسويد وسويسرا النفط الصخري في أوائل القرن العشرين. أدى اكتشاف النفط الخام في الشرق الأوسط خلال منتصف القرن إلى توقف معظم هذه الصناعات، على الرغم من أن إستونيا وشمال شرق الصين حافظتا على صناعات الاستخراج في أوائل القرن الحادي والعشرين. استجابة لارتفاع تكاليف البترول في مطلع القرن الحادي والعشرين، بدأت عمليات الاستخراج أو تم استكشافها أو تجديدها في الولايات المتحدة والصين وأستراليا والأردن.

## عملية الاستخراج
يتم استخراج النفط الصخري عن طريق الانحلال الحراري أو الهدرجة أو الذوبان الحراري للصخر الزيتي. يتم تنفيذ الانحلال الحراري للصخور في معوجة، تقع إما فوق سطح الأرض أو داخل التكوين الصخري نفسه. اعتبارًا من عام 2008، تقوم معظم صناعات الصخر الزيتي بعملية استخراج النفط الصخري بعد تعدين الصخور وسحقها ونقلها إلى منشأة معوجة، على الرغم من أن العديد من التقنيات التجريبية تؤدي العملية في مكانها (في الموقع). تختلف درجة الحرارة التي يتحلل بها الكيروجين إلى هيدروكربونات قابلة للاستخدام مع النطاق الزمني للعملية؛ في عملية التحلل فوق الأرض يبدأ التحلل عند 300 °م (570 °ف) ، لكنها تتقدم بسرعة أكبر وبشكل كامل عند درجات حرارة أعلى. يحدث التحلل بسرعة أكبر عند درجة حرارة بين 480 و 520 °م (900 و 970 °ف) .
الهيدروجين والذوبان الحراري (عمليات السوائل التفاعلية) يستخرج الزيت باستخدام الهيدروجين، والمذيبات، أو مزيج من هذه. ينطوي الذوبان الحراري على تطبيق المذيبات عند درجات حرارة وضغوط مرتفعة، مما يؤدي إلى زيادة إنتاج الزيت عن طريق تكسير المواد العضوية المذابة. تنتج الطرق المختلفة الزيت الصخري بخصائص مختلفة.
يكمن المقياس الأساسي لصلاحية استخراج النفط الصخري في نسبة الطاقة التي ينتجها الصخر الزيتي إلى الطاقة المستخدمة في التعدين والمعالجة، وهي نسبة تعرف باسم «الطاقة المرتجعة على الطاقة المستثمرة» (EROEI). يعني ايروي من 2 (أو نسبة 2: 1) لإنتاج 2 برميل من النفط الفعلي يجب حرق / استهلاك ما يعادل طاقة برميل واحد من النفط. قدرت دراسة أجريت عام 1984 أن الايروي لمختلف رواسب الزيت الصخري المعروفة تتراوح بين 0.7-13.3. تشير دراسات أكثر حداثة إلى أن ايروي من الصخر الزيتي تكون 1-2: 1 أو 2-16: 1 - اعتمادًا على ما إذا كانت الطاقة الذاتية تُحسب على أنها تكلفة أو يتم استبعاد الطاقة الداخلية ويتم احتساب الطاقة المشتراة فقط كمدخلات. أبلغت شركة Royal Dutch Shell عن ايروي من ثلاثة إلى أربعة في عام 2006 بشأن تطوير «مشروع أبحاث الماهوغاني».
تختلف كمية الزيت التي يمكن استردادها أثناء إعادة التدوير باختلاف الزيت الصخري والتكنولوجيا المستخدمة. حوالي سدس الصخر الزيتي في تكوين النهر الأخضر له عائد مرتفع نسبيًا من 25 إلى 100 غالون أمريكي (95 إلى 379 ل؛ 21 إلى 83 غالون إمب) من زيت الصخر الزيتي لكل طن من الصخر الزيتي؛ حوالي الثلث من 10 إلى 25 غالون أمريكي (38 إلى 95 ل؛ 8.3 إلى 20.8 غالون إمب) للطن. (عشرة غالون أمريكي للطن تقريبا 3.4   طن من الزيت لكل 100   أطنان من الصخر الزيتي.) حوالي نصف الصخر الزيتي في تكوين النهر الأخضر ينتج أقل من 10 جالون أمريكي / طن.
نشر منتجو النفط الصخري العالميون عائداتهم لعملياتهم التجارية. أفادت مجموعة فوشون للتعدين بإنتاج 300000 طن سنويا من الزيت الصخري من 6.6   مليون طن من الصخر الزيتي، محصول 4.5٪ بالوزن. تدعي شركة VKG Oil أنها تنتج 250.000   طن من النفط سنويا من 2   مليون طن من الصخر الزيتي، محصول 13٪. تنتج Petrobras في مصانعها 550 طن من النفط يوميا من 6200   طن من الصخر الزيتي، محصول 9٪.

## الخصائص
تختلف خصائص النفط الصخري اعتمادًا على تركيبة الصخر الزيتي وتكنولوجيا الاستخراج المستخدمة. مثل النفط التقليدي، يعد النفط الصخري مزيجًا معقدًا من الهيدروكربونات، ويتميز باستخدام الخصائص السائبة للزيت. يحتوي النفط الصخري عادة على كميات كبيرة من الهيدروكربونات الأوليفينية والعطرية. يمكن أن يحتوي النفط الصخري أيضًا على كميات كبيرة من الذرات غير المتجانسة. تشتمل التركيبة النموذجية للنفط الصخري على 0.5-1٪ من الأكسجين، و 1.5-2٪ من النيتروجين و 0.15-1٪ من الكبريت، وتحتوي بعض الترسبات على ذرات غير متجانسة. غالبًا ما توجد الجسيمات المعدنية والمعادن أيضًا. بشكل عام، يكون النفط أقل سيولة من النفط الخام، ويكون قابلاً للبقاء في درجات حرارة تتراوح بين 24 و 27 °م (75 و 81 °ف) ، في حين أن النفط الخام التقليدي متاح في درجات حرارة تتراوح بين −60 إلى 30 °م (−76 إلى 86 °ف) ؛ تؤثر هذه الخاصية على قدرة النفط الصخري على النقل في خطوط الأنابيب الحالية.
يحتوي النفط الصخري على هيدروكربونات عطرية متعددة الحلقات تكون مسرطنة. وقد تم اعتبار النفط الصخري الخام ذو إمكانات مسرطنة خفيفة يمكن مقارنتها ببعض منتجات التكرير الوسيطة، في حين أن النفط الصخري المطوّر لديه إمكانات مسرطنة أقل حيث يعتقد أن معظم العطريات متعددة الحلقات تتحلل بواسطة الهدرجة. تصنف منظمة الصحة العالمية النفط الصخري على أنه مادة مسرطنة من المجموعة 1 للبشر.

## الترقية
على الرغم من أنه يمكن حرق النفط الصخري الخام على الفور كزيت وقود، إلا أن العديد من تطبيقاته تتطلب ترقيته. تتطلب الخصائص المختلفة للزيوت الخام معالجة مسبقة مختلفة قبل أن يتم إرسالها إلى مصفاة النفط التقليدية.
يتسبب الكبريت والنيتروجين في تلوث الهواء. كما يدمر الكبريت والنيتروجين، بالإضافة إلى الزرنيخ والحديد، المواد الحفازة المستخدمة في التكرير. تشكل الأوليفينات رواسب غير قابلة للذوبان وتسبب عدم الاستقرار. الأكسجين الموجود في الزيت، الموجود في مستويات أعلى من النفط الخام، يفسح المجال لتشكيل الجذور الكيميائية الحرة المدمرة. يمكن أن تؤدي عملية نزع الكبريت المهدرج إلى معالجة هذه المشاكل وتؤدي إلى منتج مماثل للنفط الخام القياسي. يمكن إزالة الفينول أولاً عن طريق استخراج المياه. يتطلب ترقية النفط الصخري إلى وقود نقل تعديل نسب الهيدروجين - الكربون بإضافة الهيدروجين (التكسير الهيدروجيني) أو إزالة الكربون (فحم الكوك).
يمكن استخدام النفط الصخري الذي تنتجه بعض التقنيات، مثل عملية كيفيتر، دون الحاجة إلى المزيد من التطوير كمكون نفطي ومصدر للمركبات الفينولية. ويمكن أيضا للزيوت المقطرة من عملية كيفيتر أن تستخدم لانشاء النفط الثقيل وكمادة مضافة معززة في مواد البيتومين مثل الأسفلت.

## الاستخدام
قبل الحرب العالمية الثانية، تم ترقية معظم النفط الصخري لاستخدامه كوقود للنقل. بعد ذلك، تم استخدامه كمادة خام للوسائط الكيميائية، والمواد الكيميائية النقية والراتنجات الصناعية، وكمواد حافظة لأخشاب السكك الحديدية. اعتبارًا من عام 2008، يتم استخدامه في المقام الأول كزيت تسخين ووقود بحري، وبدرجة أقل في إنتاج مواد كيميائية مختلفة.
إن تركيز النفط الصخري للمركبات ذات درجة الغليان العالية مناسب لإنتاج المقطرات المتوسطة مثل الكيروسين، وقود النفاثات والديزل. التشقق الإضافي يمكن أن يخلق الهيدروكربونات الأخف مثل تلك الموجودة في البنزين.

## الاحتياطيات والإنتاج
قدرت احتياطيات النفط الصخري العالمية القابلة للاستخراج تقنيًا مؤخرًا بنحو 2.8 إلى 3.3 تريليون برميل (450×109 إلى 520×109 م3) من النفط الصخري، وكان أكبر احتياطي نفطي في الولايات المتحدة، والتي يعتقد أنها تمتلك 1.5–2.6 تريليون برميل (240×109–410×109 م3) . قدر الإنتاج العالمي من النفط الصخري بنحو 17,700 برميل لكل يوم (2,810 م3/ي) في عام 2008. كانت الصين من كبار المنتجين (7,600 برميل لكل يوم (1,210 م3/ي))، إستونيا (6,300 برميل لكل يوم (1,000 م3/ي)) والبرازيل (3,800 برميل لكل يوم (600 م3/ي)).
تم إعاقة إنتاج النفط الصخري بسبب الصعوبات التقنية والتكاليف. في مارس 2011، طرح مكتب الولايات المتحدة لإدارة الأراضي شكًا في مقترحات الولايات المتحدة للعمليات التجارية، مشيرًا إلى أنه «لا توجد طرق مجدية اقتصاديًا معروفة حتى الآن لاستخراج ومعالجة الصخر الزيتي لأغراض تجارية. في عام 2019، أنتجت الولايات المتحدة حوالي 19.25 مليون برميل يوميًا من النفط، واستهلكت حوالي 20.46 مليون برميل.» 